# ارفاد القمل (بعدان)

تعديل مصدري - تعديل

ارفاد القمل محلة تابعة لقرية الحيث، التابعة لعزلة الحيث بمديرية بعدان إحدى مديريات محافظة إب في الجمهورية اليمنية، بلغ تعداد سكانها 100 حسب تعداد اليمن لعام 2004.